# Hölleforsen
Hölleforsen är ett vattenkraftverk i Indalsälven. I samband med projekteringen av kraftverket kom man fram till att ytterligare tio meters fallhöjd kunde utnyttjas om en omfattande rensning(sänkning) gjordes av älvfåran nedströms dammen. Då detta arbetet krävde att man förflyttade mycket stora mängder massor, införskaffade Vattenfall 1947 en stor släpgrävmaskin av typen Marion 7400 som fick beteckningen CF 20. Maskinen grävde ut 2 miljoner kubikmeter massor ur den sex kilometer långa utloppskanalen. Med detta bygge skulle vägen ligga öppen för att utnyttja mer fallhöjd genom långa utgrävda kanaler.